# 149-й батальон шуцманшафта
149-й батальон шуцманшафта (нем. 149. Batalion Schutzmannschaft / Schutzmannschafts-F-Bataillon 149 / Tatarische) — фронтовое подразделение германской вспомогательной охранной полиции (нем. Schutzpolizei), сформированное из крымскотатарских коллаборационистов и других добровольцев, в т.ч. из числа советских военнопленных, в октябре 1942 года в Бахчисарае.

## Формирование и организация
Официальное название: 149. Schutzmannschafts-Front-Bataillon (149-й фронтовой батальон шуцманшафта). Один из восьми крымскотатарских и один из пяти фронтовых (№ 148—153) шуцманшафт-батальонов. Сформирован в октябре 1942 года в Бахчисарае, в основном из крымских татар, также пополнялся добровольцами из советских военнопленных. Первоначальная численность — 315 человек. Батальон относился к фронтовым подразделениям и предназначался для оперативных мероприятий с широкими задачами, вплоть до применения против регулярного противника. На фронт до конца войны не выдвигался. Командовали подразделениями, как правило, кадровые офицеры Красной Армии, пленные или перешедшие на сторону немцев, а немецкий персонал состоял из офицера связи и восьми инструкторов в чине унтер-офицеров. В крымскотатарских «шума», в основном, использовалась трофейная польская, голландская, французская, чехословацкая униформа, иногда добровольцы получали немецкое или румынское обмундирование. Бойцы вспомогательных формирований носили нарукавную повязку белого цвета с надписью «Im Dienst der Deutschen Wehrmacht» («На службе германского вермахта»). Так же были разработаны варианты нарукавного знака для личного состава шуцманшафт-батальонов, для ношения на правом рукаве кителя, некоторые на основе тамги Гераев.

## Служба
К июлю 1943 года его бойцы закончили своё обучение и приступили к выполнению обязанностей по борьбе с партизанами. Штаб батальона находился в Бахчисарае, а его подразделения несли службу в населённых пунктах Коккозы (1 рота), Коуш (2 роты) и Мангуш (1 взвод).
149-й батальон использовался при прочесывании лесов в поиске советских партизан, а также для карательной деятельности по уничтожению жителей Крыма, родственники или близкие связи которых находились в партизанских отрядах.
Эпизоды деятельности батальона (из отчётов немецкого штаба по борьбе с партизанами):

57) Schutzmannschaft-Bataillone № 149 (Krim-Tataren) доносит 23 декабря 1942 года: 20 декабря был обнаружен лагерь партизан вблизи деревни Мульде (10 км от Коуша), который был сделан наскоро и состоял из 22 палаток. 21 и 22 декабря на него была предпринята атака силами в 134 человека. Однако полного успеха она не принесла… 
69) Schutzmannschaft-Bataillone № 149 (Krim-Tataren) доносит 28 декабря 1942 года: 27 декабря около 12:30 были замечены у деревни Коуш несколько советских самолётов, сбросивших 4 парашюта. После их сброса поднялись две ракеты. Один из самолётов долго кружил над тем местом, где 22 декабря был разгромлен лагерь. 20 человек из батальона были посланы на поиски упавших парашютов"— .
В 1943-м году около тридцати человек из личного состава батальона перешли к партизанам. Однако в общем и целом служащие батальона остались верными Третьему Рейху.
Перешедшие из батальона на сторону партизан бывшие советские военнопленные азербайджанской национальности были включены в состав 8-го отряда 7-й бригады Южного соединения партизан Крыма. После занятия Крыма Красной армией большинство после фильтрации были направлены в состав 77-й Симферопольской стрелковой дивизии 2-го формирования, формировавшейся в 1942 году из призывников Закавказья, шефство над которой вели партийные и комсомольские органы АзССР.
Летом 1944 года в Румынии батальон в полном составе был влит в формирующуюся Татарскую горно-егерскую бригаду СС. (нем: Waffen-Gebirgsjäger-Regiment der SS (tatarische)).